# Dubrivka, Ujhorod
Dubrivka (în ucraineană Дубрівка) este o comună în raionul Ujhorod, regiunea Transcarpatia, Ucraina, formată numai din satul de reședință.

## Demografie
Componența lingvistică a comunei Dubrivka
     Ucraineană (98,64%)
     Alte limbi (0,98%)
Conform recensământului din 2001, majoritatea populației comunei Dubrivka era vorbitoare de ucraineană (98,64%), existând în minoritate și vorbitori de alte limbi.